# Templo de Heracles (Dodona)
El Templo de Heracles fue un antiguo templo griego dedicado a Heracles en la ciudad de Dodona , Grecia. Estaba situado en el lado oriental del santuario de Dodona.

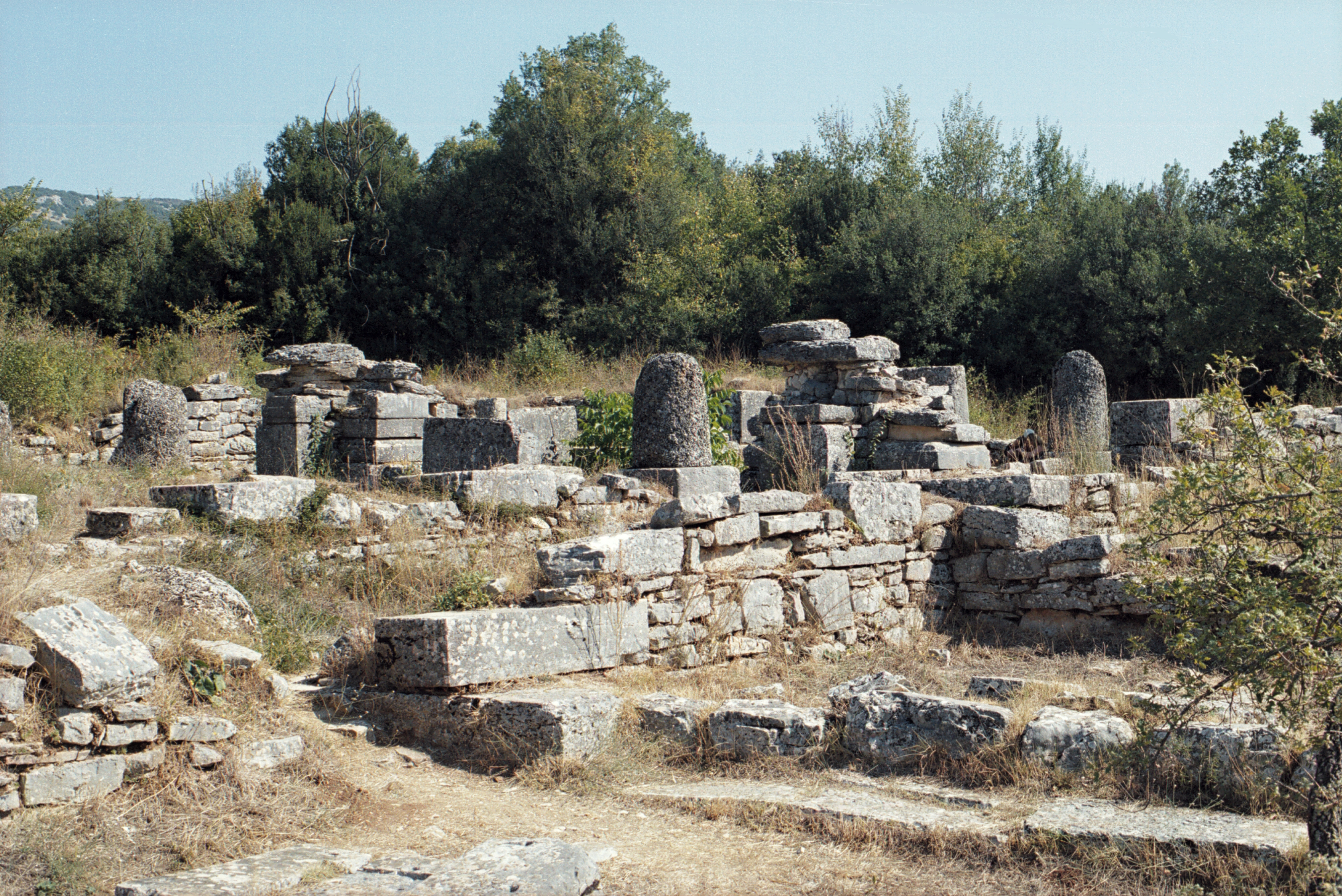
Ruinas del templo de Heracles y la posterior basílica en el lugar.

Fue construido durante el período helenístico por el rey Pirro de Epiro a principios del siglo III a. C. Pirro quiso vincular a su familia con Heracles casándose con Lanassa, hija de Agatocles, tirano de Siracusa (Sicilia), que remontaba sus orígenes a Heracles.
El templo era el segundo más grande del santuario de Dodona y era de estilo dórico. Estaba construido en dirección noroeste-sureste y medía unos 16,5 × 9,5 m. Tenía un pronaos con entre cuatro y seis columnas dóricas y un naos. El altar del templo estaba situado en su lado oriental. Sus cimientos medían unos 5,7 × 3,2 m. Entre las decoraciones del templo se han encontrado una parte de una metopa que representa las hazañas de Heracles y un relieve que representa la disputa entre Heracles y Apolo por el trípode de Delfos. Los hallazgos escultóricos se encuentran en el Museo Arqueológico de Ioánina.
El templo fue reconstruido tras ser destruido por los etolios junto con el resto del santuario en el año 219 a. C. A principios del cristianismo, en el siglo V, muchos de los restos del templo permanecieron bajo la basílica construida en el lugar.